# Косменко, Евгений Владимирович
Евге́ний Влади́мирович Косме́нко (укр. Євген Володимирович Косменко; 1945 — 1997) — украинский советский артист балета, педагог. Заслуженный артист УССР (1972). Лауреат Государственной премии СССР (1976).

## Биография
Родился 26 марта 1945 года в Киеве.
В 1964 году окончил Киевское хореографическое училище.
1964—1990 — артист балета КУАТОБ имени Т. Г. Шевченко
1973—1974, 1990—1996 — преподаватель Киевского хореографического училища.
1986—1987 — балетмейстер-репетитор Варшавского Большого театра.

## Творчество
"Экспрессивный, динамичный исполнительский стиль, пластическая наполненность партий способствовали Е.Косменко в создании ярких демиклассических партий", среди которых: 
- Базиль ("Дон Кихот")
- Чиполлино ("Чиполлино" - первый исполнитель, награждён Государственной премией СССР в 1976 году за создание этой партии в спектакле в хореографии Г.Майорова)
- Шут ("Лебединое озеро")
- Голубая птица ("Спящая красавица")
- Нурали ("Бахчисарайский фонтан")
- Перелесник, Куць ("Лесная песня")
- Шурале ("Шурале")
- Дроссельмейер ("Щелкунчик")
- Орел ("Ожившая легенда" на музыку А.Метнера, хореограф-постановщик А.Лапаури)
- Юноша ("Рассветная поэма" В.Косенко, хореограф-постановщик Г.Майоров)
- Мензер ("Семь красавиц")
- Меркуцио ("Ромео и Джульетта")

Гастролировал во Франции, Италии, Бельгии, Финляндии, Венгрии, Румынии, Чехословакии, Болгарии, Португалии, Японии, Индии, Монголии и в других странах.

## Награды
- 1969 — Лауреат Всесоюзного конкурса артистов балета и балетмейстеров
- 1969 — Лауреат 1-го Московского Международного конкурса артистов балета (третье место)
- 1972 — заслуженный артист УССР
- 1976 — Государственная премия СССР — за исполнение заглавной партии в балетном спектакле «Чиполлино» К. С. Хачатуряна, поставленный на сцене КУГАТОБ имени Т. Г. Шевченко (премия за произведения литературы и искусства для детей)